# Terje Skarsfjord
Terje Skarsfjord (Narvik, 28 giugno 1942 – Narvik, 15 gennaio 2018) è stato un allenatore di calcio norvegese.

## Biografia
È il padre di Rune Skarsfjord.

## Carriera

### Giocatore

#### Club
Nella sua carriera da calciatore, Skarsfjord vestì la maglia del Mjølner.

### Allenatore
Dal 1981 al 1982, fu allenatore dello Hødd. Dal 1992 al 1993 fu tecnico del Mjølner, assieme a Dagfinn Rognmo. Guidò poi il Tromsø in tre distinti periodi: prima nel 1996 (vincendo l'edizione stagionale della Coppa di Norvegia), poi dal 1999 al 2001 e infine nel 2003.

## Palmarès

### Allenatore

#### Club
- Coppa di Norvegia: 1

Tromsø: 1996